# Astragalus chiwensis
Astragalus chiwensis är en ärtväxtart som beskrevs av Aleksandr Andrejevitj Bunge. Astragalus chiwensis ingår i släktet vedlar, och familjen ärtväxter. Inga underarter finns listade i Catalogue of Life.